# Fernando Ruiz Díaz
Fernando Ruiz Díaz (Santa Fe, Provincia de Santa Fe; 13 de enero de 1969) es un músico argentino, conocido por ser el cantante, compositor y guitarrista del grupo argentino Catupecu Machu del cual fue uno de los miembros fundadores junto con su hermano Gabriel Ruiz Díaz. En 2017 forma un proyecto musical llamado Vanthra. En 2012 la revista Rolling Stone lo ubicó en el puesto número 29 de "Los 100 mejores guitarristas de la historia de rock argentino".

## Biografía
Hijo de Dominga Díaz y el abogado Rubén Ruiz Díaz, fallecido en 2003.
Fernando Ruiz Díaz nació en el barrio Guadalupe de la ciudad de Santa Fe, Provincia de Santa Fe y a los cuatro años llegó al barrio porteño de Villa Luro, donde vivió hasta grande junto a su madre, su hermana Cristina y su hermano Gabriel. Su hermana mayor Cristina nació con síndrome de Down.
Asistió a la primaria en la Escuela N°12 Prof. Ramón J. Gené (Villa Luro) y la secundaria en la Escuela Técnica N° 17 "Brig. Gral. don Cornelio de Saavedra" (Parque Avellaneda).
Cuando Fernando tenía 24 años, Gabriel 17 y Miguel Sosa (su vecino) 14 formaron la banda Catupecu Machu.
En la madrugada del 31 de marzo de 2006 su hermano Gabriel sufrió un accidente automovilístico que le provocó un traumatismo craneoencefálico grave. Falleció en 2021.
En 2017 forma Vanthra una nueva banda junto a Charlie Noguera y Pape Fioravanti.
En 2022 forma parte de Concierto con los Refugiados para Telefe y ACNUR.
El 15 de febrero de 2024 sufre un accidente cerebrovascular, es hospitalizado y dado de alta a los doce días.

## Colaboraciones
En noviembre de 2011, participó en el disco en vivo que Los Auténticos Decadentes grabaron en el Palacio de los Deportes de la ciudad de México con motivo de su vigesimoquinto aniversario.
En 2012 participa en el disco del cantante de metal Adrián Barilari en la canción número cuatro, «Cenizas del tiempo». Ese mismo año también participó en el disco de la banda uruguaya No Te Va Gustar, El calor del pleno invierno, en la canción «Mil días».

## Discografía
Con Catupecu Machu
- 1997: Dale!
- 1998: A morir!!!
- 2000: Cuentos decapitados
- 2002: Eso vive
- 2002: Cuadros dentro de cuadros
- 2004: El número imperfecto
- 2007: Laberintos entre aristas y dialectos
- 2009: Simetría de Moebius
- 2011: El mezcal y la cobra
- 2014: El grito después: Brevario de anomalias
- 2014: El grito después: Código genético
- 2016: Madera microchip, edición limitada

Con Vanthra
- 2018: Vanthra (LP)
- 2018: Capitulo I (EP)
- 2020: Bailan los diablos (LP)

Colaboraciones 
- 2007: Hormigas (de Árbol)
- 2011: Vivo (de Las Pelotas)
- 2012: Hecho en México (de Los Auténticos Decadentes)
- 2012: Barilari 4 (de Barilari)
- 2012: El calor del pleno invierno (de No Te Va Gustar)
- 2014: Encogemente (de Sick Porky)
- 2014: 5x5 (de Las Pelotas)
- 2016: Maleficio (de Carajo)
- 2020: La constante (de Insobrio)